# David Bentley
David Michael Bentley (* 27. srpna 1984 v Peterborough) je bývalý anglický fotbalový záložník a reprezentant. Mimo Anglii působil na klubové úrovni v Rusku.
Byl považován za následovníka slavného anglického záložníka Davida Beckhama. Kariéru ukončil v červnu 2014 ve 29 letech, fotbal jej přestal bavit. Uvedl, že kopaná se stala vlivem sociálních médií a peněz poněkud robotickou, stala se předvídatelnou a vykalkulovanou.

## Reprezentační kariéra
V A-mužstvu Anglie debutoval 8. 9. 2007 v Londýně v kvalifikačním utkání proti reprezentaci Izraele (výhra 3:0). Celkem odehrál v letech 2007–2008 za Albion (anglický národná tým) 7 zápasů, branku nevsítil.